# Demodex canis
Demodex canis ist eine schlanke, etwa 250 bis 300 µm lange Milbe, die in den Haarbälgen (Haarfollikel) und Talgdrüsen von Hunden parasitiert. Dort ernährt sie sich von Talg und den natürlich abgestoßenen Zellen. In geringer Zahl ist diese Demodex-Milbe Bestandteil der Hautfauna behaarter Säugetiere. Bei stärkerem Vorkommen oder bei Schwächung des Immunsystems verursacht sie die Canine Demodikose.
Die weiblichen Milben legen Eier, die sich über ein Larven- und Nymphenstadium zu den erwachsenen Milben entwickeln.